# مبارك أباد (مشهد ميقان)
مبارك أباد (بالفارسية: مبارک‌آباد) هي قرية تقع في إيران في قسم مشهد میقان الريفي. يقدر عدد سكانها بـ 81 نسمة بحسب إحصاء 2016.